# Riccardo Montolivo
Riccardo Montolivo (Caravaggio, 18. siječnja 1985.) bivši je talijanski nogometaš.
Talijanski nogometni izbornik objavio je u svibnju 2016. popis za nastup na Europskom prvenstvu u Francuskoj, s kojeg je izostavio Montoliva zbog ozljede.